# 第十六代漢密爾頓公爵亞歷山大·道格拉斯-漢密爾頓

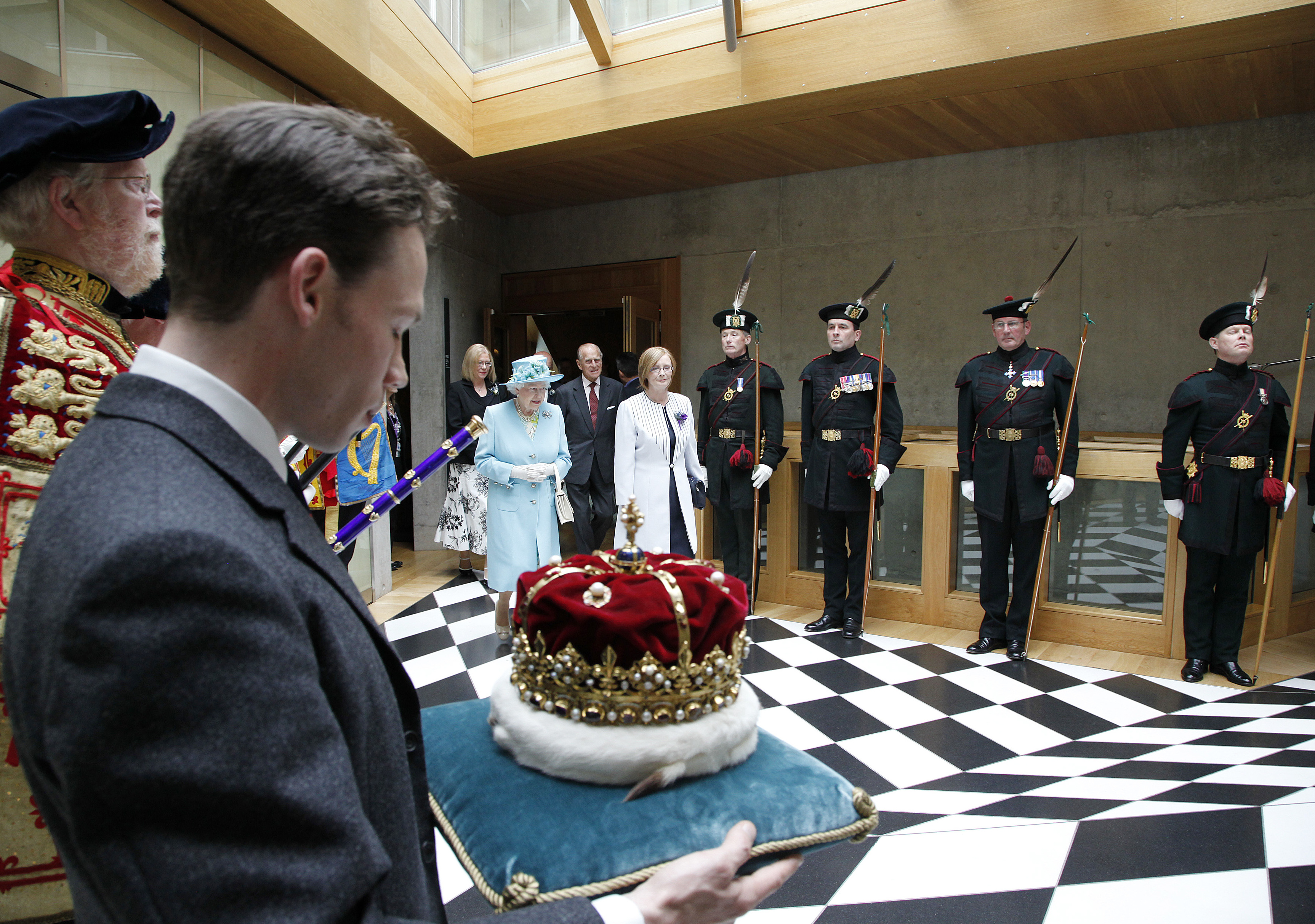
2011年七月于苏格兰议会搬运苏格兰王冠

第十六代漢密爾頓公爵、第十三代布蘭登公爵亞歷山大·道格拉斯-漢密爾頓（英語：Alexander Douglas Douglas-Hamilton；1978年3月31日—）是一名蘇格蘭貴族。

## 早年生活
亞歷山大·道格拉斯-漢密爾頓是第十五代漢密爾頓公爵安格斯·道格拉斯-漢密爾頓與其第一任妻子莎拉·簡·斯科特（Sarah Jane Scott）的長子。他曾先後就讀於蘇格蘭的敦巴頓凱爾學校和戈登斯敦學校。

## 襲爵
其父於2010年6月5日逝世，亞歷山大隨即繼承了蘇格蘭的漢密爾頓公爵及大不列顛的布蘭登公爵爵位。他也同時承襲了其父的道格拉斯侯爵、克萊茲代爾侯爵、安格斯伯爵、拉納克伯爵、阿倫和劍橋伯爵、阿伯內西和傑德堡森林勳爵、馬漢夏爾和波爾蒙特勳爵、艾文和英納代爾勳爵等多個蘇格蘭貴族爵位和頭銜，以及大不列顛的達頓男爵爵位。
漢密爾頓公爵亦世襲地擔任荷里路德宮的總管及蘇格蘭王冠的持冠者。在蘇格蘭國會的開幕大典（the Riding of Parliament）上，公爵會因此手捧王冠走在英國君主前面。
由於漢密爾頓公爵的傳統辦公場所漢密爾頓宮已早於1920年代拆卸，公爵現以倫諾克斯洛夫府作為其主要辦公場所。

## 婚姻與子嗣
2011年5月7日，公爵在愛丁堡與擔任室內設計師的蘇菲·安·盧瑟福（Sophie Ann Rutherford，1976年12月8日－）結婚。公爵夫婦二人共育有三名子女。

## 伊莉莎白二世葬禮
2022年9月12日，公爵在英女王伊莉莎白二世的棺木停靈於蘇格蘭聖吉爾斯大教堂期間舉行的吊唁儀式上，負責將蘇格蘭王冠放置在女王的棺槨上。